# Lāčplēsis (Skulptur)

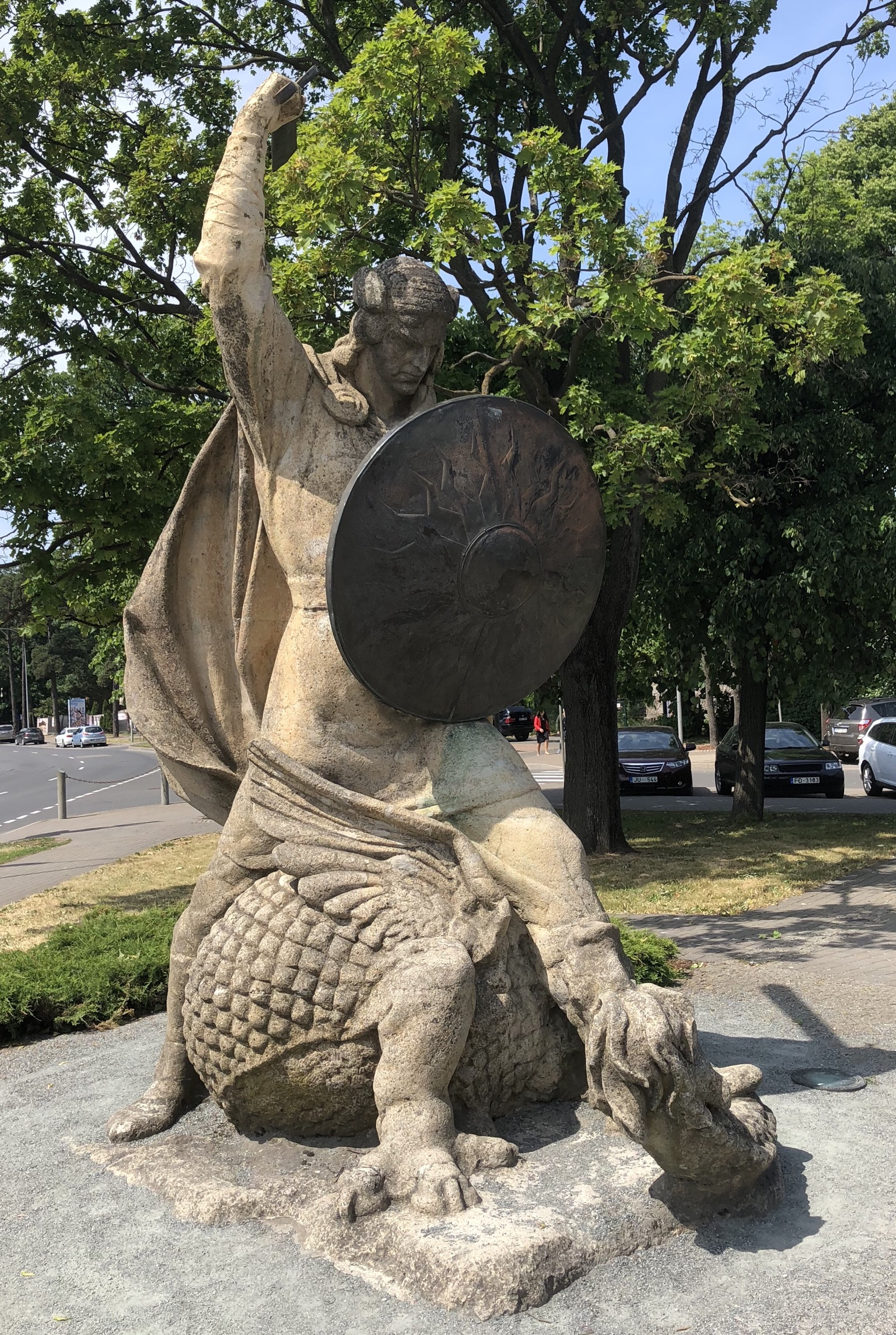
Lāčplēsis

Lāčplēsis ist eine Skulptur in der lettischen Stadt Jūrmala. Sie stellt den Helden des lettischen Nationalepos Lāčplēsis dar.

## Lage
Die Skulptur befindet sich im Ortsteil Majori in einer kleinen Parkanlage südlich der zentral in Majorenhof gelegenen Johmenstraße (Jomas iela). Südöstlich liegt der Bahnhof Majoris.

## Gestaltung und Geschichte
Das Denkmal wurde 1950 vom Bildhauer Leonid Kristovsky geschaffen. Die aus Stein und Beton geschaffene, einen Schild haltende, gegen einen Drachen kämpfende Skulptur war aus Georgien bestellt worden und stellte den Heiligen Georg dar. Nach Fertigstellung wurde der Auftrag jedoch storniert. Durch eine Veränderung der Kopfbedeckung, der Handhaltung und dem Austausch von Speer gegen ein metallenes Schwert wurde aus dem Heiligen Georg der lettische Held Lāčplēsis. 1953 wurde die so veränderte Skulptur am heutigen Standort aufgestellt. Die Skulptur war als Brunnenfigur, umgeben von einem Wasserbecken und Fröschen vorgesehen. Aus dem Mund des Drachen sollte Wasser austreten. Heute besteht diese Funktion nicht mehr. 2003 wurde die Skulptur restauriert.